# Линда Годуин
Линда Максин Годуин (на английски: Linda Maxine Godwin) е американски учен и астронавт от НАСА, участник в четири космически полета.

## Образование
Линда Годуин завършва колеж в Джаксън, Мисури, през 1970 г. През 1974 г. завършва Югоизточния университет на мисури с бакалавърска степен по физика и математика. През 1976 г. получава магистърска степен по физика от университета на Мисури. Там защитава и докторат по физика през 1980 г. Професор в Департамента по физика и астрономия на същото висше учебно заведение.

## Служба в НАСА
Започва работа в НАСА през 1980 г. Работи в контрол на полетите като офицер по полезния товар. На 4 юни 1985 г. Линда Годуин е избрана за астронавт от НАСА, Астронавтска група №11. След приключване на курса за подготовка през юли 1986 г. е включена в полетните графици на НАСА. По време на последните си две мисии осъществява две космически разходки с обща продължителност десет часа и четиринадесет минути.

### Космически полети
Линда Годуин е взела участие в четири космически полета:
| Космически полети на Линда Максин Годуин                  | Космически полети на Линда Максин Годуин | Космически полети на Линда Максин Годуин | Космически полети на Линда Максин Годуин | Космически полети на Линда Максин Годуин          | Космически полети на Линда Максин Годуин | Космически полети на Линда Максин Годуин |
| №                                                         | Дата                                     | КК                                       | Емблема на мисията                       | Функции                                           | Продължителност                          |                                          |
| --------------------------------------------------------- | ---------------------------------------- | ---------------------------------------- | ---------------------------------------- | ------------------------------------------------- | ---------------------------------------- | ---------------------------------------- |
| 1                                                         | 5 април 1991                             | „Атлантис“, мисия STS-37                 |                                          | Специалист на мисията                             | 5 денонощия 23 часа 32 мин. 44 сек.      |                                          |
| 2                                                         | 9 април 1994                             | „Индевър“, мисия STS-59                  |                                          | Специалист на мисията, Командир на полезния товар | 11 денонощия 05 часа 49 мин. 30 сек.     |                                          |
| 3                                                         | 22 март 1996                             | „Атлантис“, мисия STS-76                 |                                          | Специалист на мисията                             | 9 денонощия 05 часа 16 мин. 48 сек.      |                                          |
| 4                                                         | 5 декември 2001                          | „Индевър“, мисия STS-108                 |                                          | Специалист на мисията                             | 11 денонощия 19 часа 36 мин. 45 сек.     |                                          |
| Сумарно време в космоса – 38 денонощия 06 час и 13 минути |                                          |                                          |                                          |                                                   |                                          |                                          |

### Административна дейност
След приключване на летателната си кариера, Линда Годуин остава на работа в НАСА. През годините след 2001 заема редица административни длъжности в агенцията, а по-късно е асистент на директора на полетните операции в Космическия център Линдън Джонсън, Хюстън, Тексас.

## Награди
- Медал на НАСА за изключително лидерство;
- Медал на НАСА за участие в космически полет.

## Личен живот
Линда Годуин е омъжена за астронавта от НАСА Стивън Нейгел – участник в четири космически полета. Хобито и е свързано с авиацията. Линда е правоспособен пилот на леки и спортни самолети.